# Milan Marić (acteur, 1981)
Ne doit pas être confondu avec Milan Marić (acteur, 1990).
Pour les articles homonymes, voir Milan Marić et Marić.
Milan Marić (serbe en écriture cyrillique : Милан Марић), né le 26 septembre 1981 à Belgrade (République fédérative socialiste de Yougoslavie) est un acteur serbe, surtout connu pour son rôle dans Rane,.

## Biographie
Milan Marić naît en 1981 à Belgrade, alors en République fédérative socialiste de Yougoslavie.
En 1998, il fait ses débuts au cinéma dans le film Rane, dans le rôle principal de Shvaba.
Son rôle suivant est, en 2004, dans le film dramatique Breathe Deeply, où il a un rôle de soutien. Un an plus tard, l'acteur apparait dans la comédie We are not Angels-2, où il joue de nouveau dans un rôle épisodique, celui d'un homme d'affaires.
Le film Mamaroš (en) (2013), sur la vie du « fils à maman » Pera Ilić (Bogdan Diklich), un projectionniste de cinéma de Belgorod, a été projeté au Festival international du film de Moscou.

## Filmographie (sélection)

### Au cinéma
- 1998 : Rane
- 2011 : La Parade
- 2013 : Mamaroš (en)

### À la télévision
- 2010 : Veliki brat (en)